# Wilhelm Cronenberg

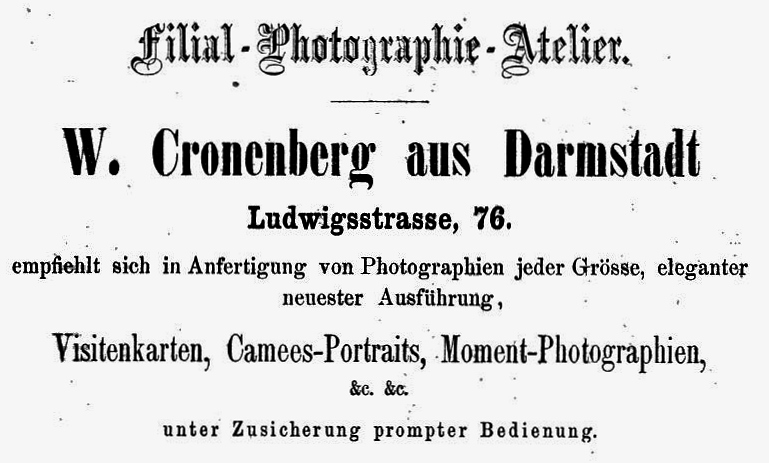
Anzeige des Hoffotografen Cronenberg im Kissinger Adressbuch von 1865

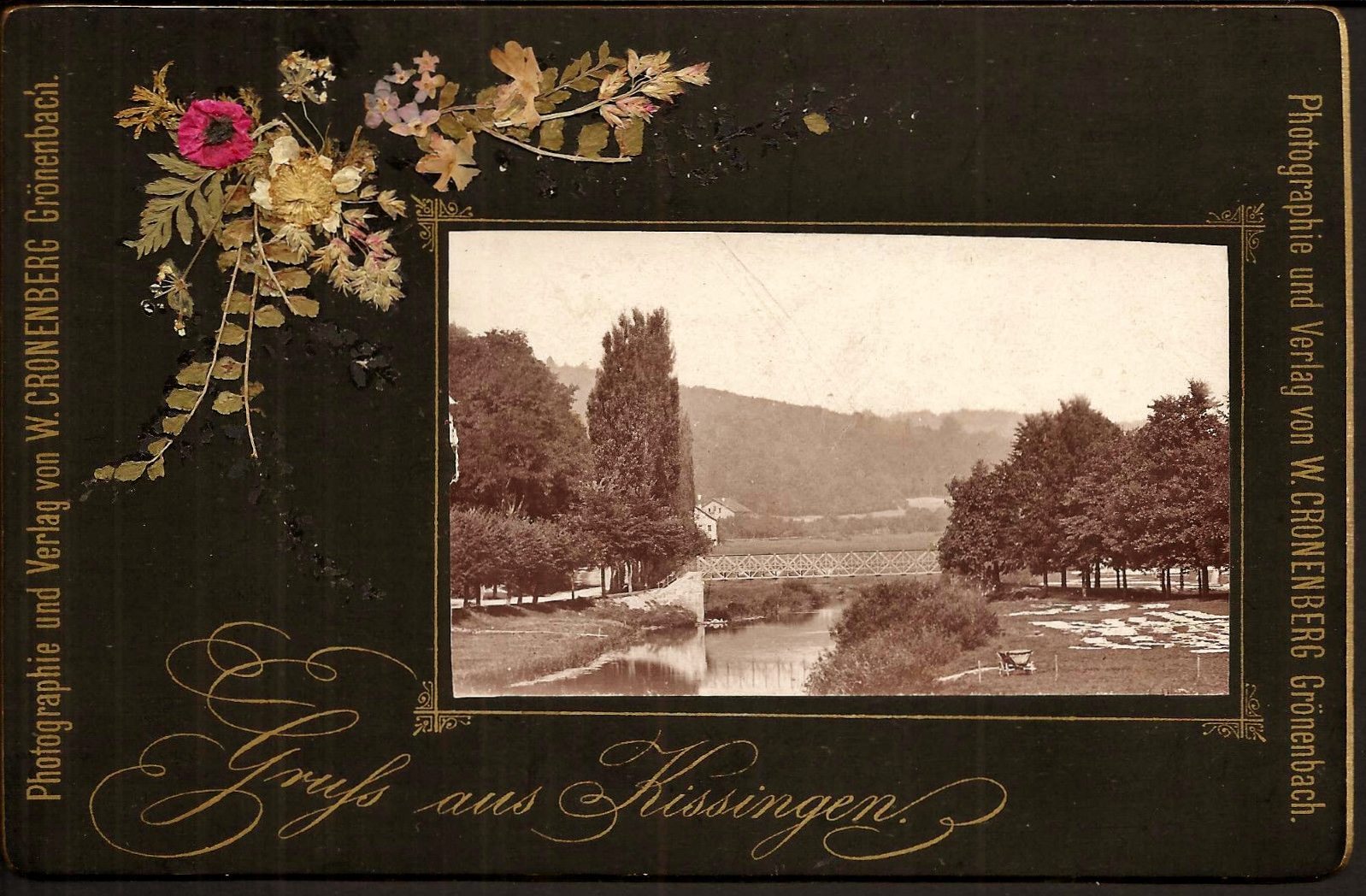
Schmuckfoto mit Ansicht auf Schweizer-Haus-Steg in Bad Kissingen (Foto: Wilhelm Cronenberg, 1879)

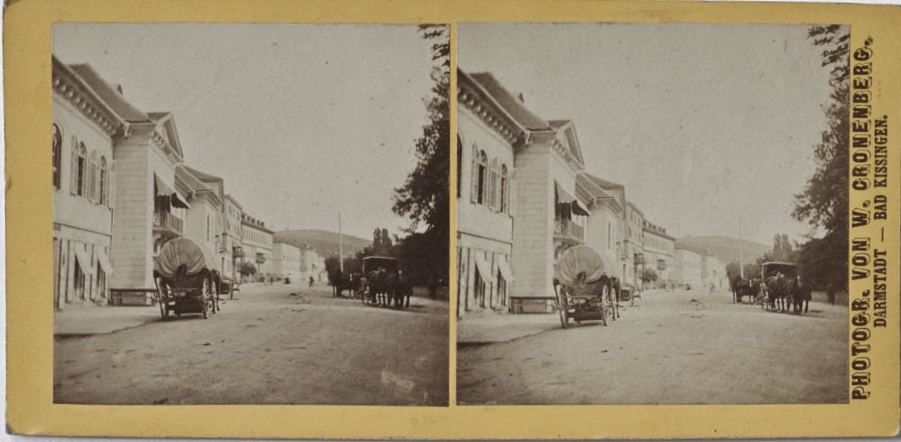
Die Kurhausstraße in Bad Kissingen (1879), Blick stadtauswärts; links das Kurhaushotel, dann die drei Hotels Hemmerich-Kaiser-Hess (heute vereint als Kaiserhof Victoria), zuletzt das von Friedrich von Gärtner erbaute Krugmagazin (Foto: Wilhelm Cronenberg)

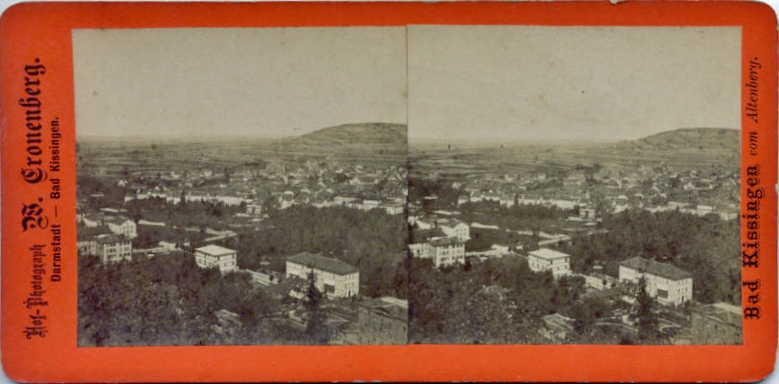
Blick vom Altenberg auf Bad Kissingen (Foto: Wilhelm Cronenberg, 1880)

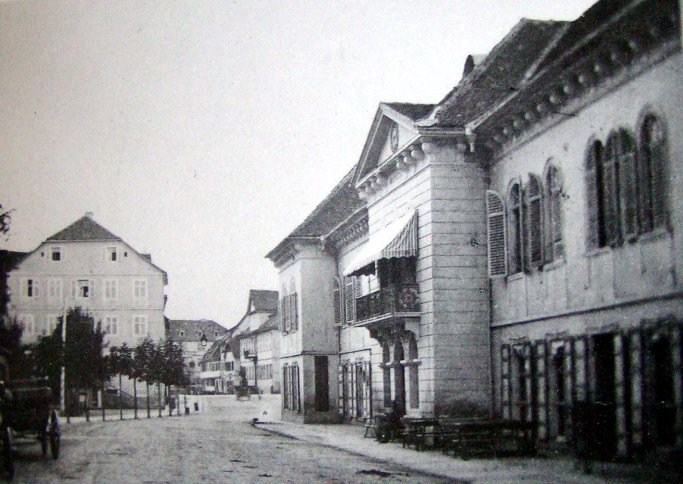
Kurhaushotel (1879, rechts), Blick stadteinwärts (Foto: Wilhelm Cronenberg)

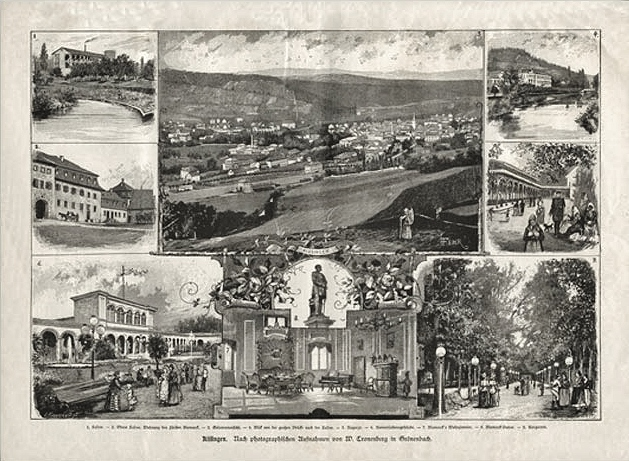
Holzstich (1885) mit Kissinger Ansichten nach Fotos von Wilhelm Cronenberg

Wilhelm Cronenberg (* 18. Januar 1836 in Frankfurt am Main; † 1. August 1915 in München-Pasing; auch Kronenberg) war ein deutscher Fotograf und Pionier der Fototechnik.

## Leben
Cronenberg war ein deutscher Pionier der Fotografie, der nicht zuletzt durch seine auch in Englisch und Französisch übersetzte Veröffentlichung Die Praxis der Autotypie auf amerikanischer Basis (1895) international Beachtung fand. Diese Erfahrungen hatte er während seines Aufenthalts ab 1854 in den USA gesammelt. Ab 1857 machte er sich als Fotograf selbständig und führte das Atelier „Cronenberg & Comp.“ in der Steinstraße 9 in Darmstadt. Dort erhielt er 1860 das Bürgerrecht. 1863 übergab er sein altes Atelier in der Steinstraße an den Fotografen Georg Markwort und eröffnete sein neues im Haus Wiesenstraße 2 um, das er zehn Jahre bis 1873 hielt. Am 27. November 1871 wurde er zum großherzoglich hessischen Hoffotografen ernannt.
Schon 1858 gründete Cronenberg als einer der ersten in Deutschland eine „praktische Lehranstalt für Photographie“ auf Schloss Grönenbach in Bad Grönenbach im Allgäu. Dort unterrichteten er und drei Assistenten ihre Schüler in Porträtfotografie, Lichtdruck und Zink-Radierung.
Am 7. Juni 1858 traf er, aus Darmstadt kommend, mit dem Würzburger Fotografen Hugo Hesselbach in Bad Kissingen ein und wohnte mit diesem gemeinsam im Haus von Adam Sotier. Später (erwähnt 1865) war Cronenberg in Bad Kissingen Eigentümer des Hauses 76 in der Ludwigstraße, in dem er 42 Gästezimmer anbot. Im selben Haus betrieb er bis 1880 auch eine Filiale seines Darmstädter Fotoateliers. Saisonal arbeitete er parallel auch in Baden-Baden.
1881 wird Cronenberg sein Kissinger Haus verkauft haben, denn in diesem Jahr kaufte er „vom bayerischen Fiskus für eine lächerlich geringe Summe“ das Schloss Grönenbach. „Derselbe errichtete nun im Schlosse unter gewaltiger Reklame ein graphisch-photographisches Institut mit Lehrzöglingen aus aller Herren Länder; das Lehrinstitut bestand vom Jahre 1881 bis 26. Oktober 1901, in welchem Jahre das Schloß von W. Cronenberg an den Herrn Superior Dominikus Ringeisen der Sankt Josefskongregation in Ursberg um 30 000 Mark verkauft wurde, um als eine Filiale des Mutterhauses Ursberg weiteren Zwecken der christlichen Charitas zugeführt zu werden.“
Bereits 1898, also drei Jahre vor dem Verkauf des Schlosses, verlegte Cronenberg seine „praktische Lehranstalt für Photographie und mechanische Reproduktion“ nach München-Pasing. Im selben Jahr meldete er beim deutschen Kaiserlichen Patentamt das Patent Nr. 98203 auf das „Verfahren zur Herstellung von Autothpie-Cliches mittels Lichtdruckplatten“ an. 1903 folgte in Österreich noch das Patent Nr. 3923 für den „Drei- und Mehrfarbendruck auf Metall und Stein“ an, heute als Fotolithografie bezeichnet.
Cronenberg starb am 1. August 1915 in München-Pasing.

## Auszeichnungen
- 8. März 1876: Verdienstmedaille des Herzoglich Sachsen-Ernestinischen Hausordens[10]

## Veröffentlichungen
- Photographien Kissingen's & Umgegend, 1879 (Fotosammlung)
- Tonprocess der Chlorsilber-Collodion-Photographien, Verlag Wilhelm Knapp, Halle (Saale) 1888
- Über Distanz, Blenden und Exposition im Halbtonprocess, in: PhCorr 31 (1894), S. 611–614
- Die Praxis der Autotypie auf amerikanischer Basis, nach eigenen Erfahrungen bearbeitet, mit 56 Textillustrationen und zahlreichen Beilagen, Verlag Eduard Liesegang, Leipzig 1895; englische Übersetzung: Half-tone on the American Basis, Verlag Percy Lund & Company, 1896; französische Übersetzung: La Pratique de la phototypogravure américaine, Verlag Gauthier-Villars et fils, 1898
- Die Technik der Autotypie, in: Prometheus, Band 6, Verlag Rudolf Mückenberger, 1895, Seite 811ff.
- Verfahren zur Herstellung von Autotypieclichés mittels Lichtdruckplatten, Patentschrift, 1898

## Ausstellungen
- 1997: Ins Bild gesetzt ... Darmstädter Fotografen des 19. Jahrhunderts, Ausstellung des Staats- und Stadtarchivs Darmstadt